# سیف‌الله محمدف

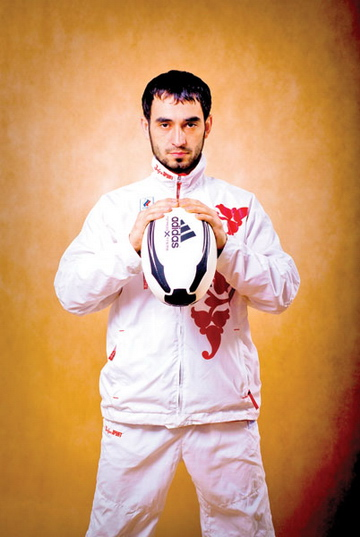
سیف‌الله محمدف؛پر افتخار ترین تکواندوکار روسیه

سیف‌الله صفرویچ محمدف (روسی: Сейфула Сеферович Магомедов؛ متولد ۱۵ مه ۱۹۸۳ در مخاچ‌قلعه، منطقه داغستان ASSR) یک تکواندوکار روس است که در کلاس سبک‌وزن (پروزن) مردان به رقابت پرداخت. محمدف که به عنوان مدال‌آورترین تکواندوکار تمام دوران روسیه شناخته می‌شود. او در دوران ورزش حرفه‌ای خود مجموعه ای از بیست و یک مدال را بدست آورد، از جمله چهار عنوان قهرمانی مردان در کلاس پروزن در اروپا، سه مدال برنز از مسابقات قهرمانی تکواندو جهان و یک مدال طلا از یونیورسیاد تابستانی ۲۰۰۵ در ازمیر، ترکیه. محمدف همچنین برای بازی در تیم تکواندوی روسیه در بازی‌های المپیک تابستانی ۲۰۰۴ در آتن انتخاب شد، اما در دور ابتدایی دسته ۵۸ کیلوگرم مردان از دور رقابتها حذف شد.